# Lumbricillus benhami
Lumbricillus benhami är en ringmaskart som beskrevs av Stephenson 1932. Lumbricillus benhami ingår i släktet Lumbricillus och familjen småringmaskar. Inga underarter finns listade i Catalogue of Life.